# Wölfershausen (Thüringen)

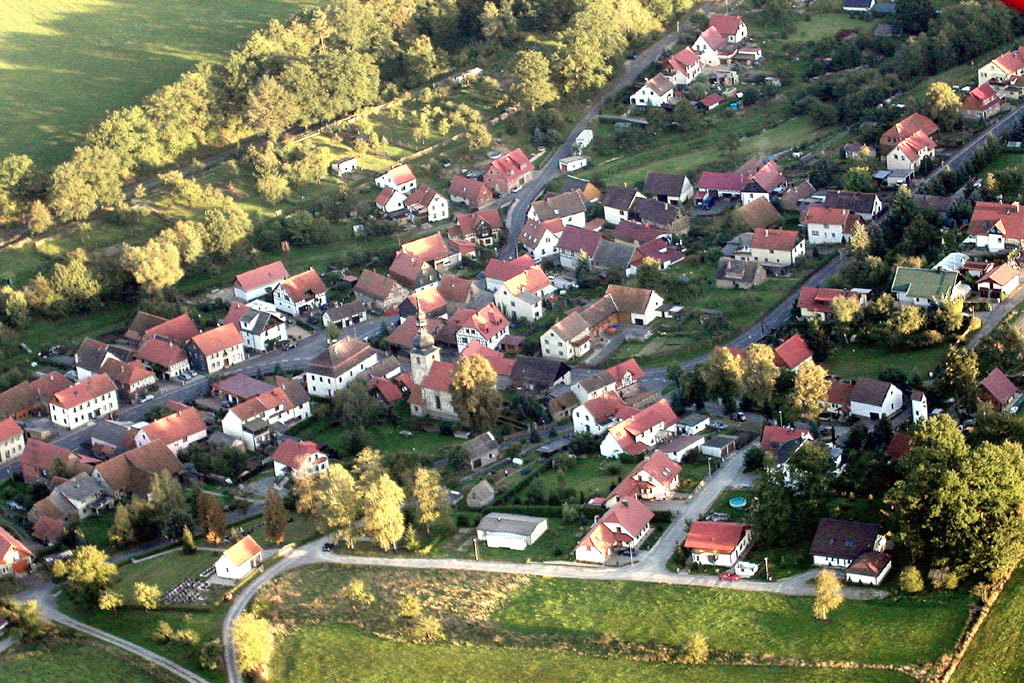
Luchtfoto van Wölfershausen

Wölfershausen is een gemeente in de Duitse deelstaat Thüringen, en maakt deel uit van de Landkreis Schmalkalden-Meiningen.
Wölfershausen telt  inwoners.

## Geografie
| Wölfershausen ligt in een hooggelegen boslandschap, 10 kilometer ten zuiden van Meiningen op een hoogte van 334 meter boven NN. Het oostelijk gelegen Hausberg "Ahlberg" ligt op een hoogte van 496 meter boven NN. Het landschap wordt gekenmerkt door het Thüringer Wald in het noorden, het kleinere Thüringer Wald in het noordoosten, het Grabfeld in het zuiden en de Rhön in het westen, die het landschap rond Wölfershausen haar uitstraling geven. Plaatsen in de omgeving zijn Ritschenhausen in het noorden, Neubrunn in het oosten, Bibra in het zuiden en Bauerbach in het westen. |

## Geschiedenis
| Wölfershausen werd in 825 voor het eerst genoemd als "Uulfricheshus". Tijdens de Dertigjarige Oorlog werd de plaats aangevallen en verwoest, brandden huizen af en werden mensen en dieren vermoord of verdreven. Een deel van de kerk stamt uit de periode rond 1530, de restauratie vond plaats in 1750. Het is een monument en beschikt over een barokorgel. Het dorpscafé "Zur Henne" kreeg haar bestaansrecht in het jaar 1674 van Ernst de Vrome, hertog van Saksen-Gotha. Het dorpsbeeld wordt bepaald door oude gebouwen en monumenten als de kerk, het gemeentehuis, een herberg en bakhuis, de "Wegwijzer" en de typische hennebergische-fränkische vakwerkhuizen. Men praat er nog overwegend in het hennebergisch-frankisch dialect. |

De gemeente maakte deel uit van de Verwaltungsgemeinschaft Dolmar-Salzbrücke tot Wölfershausen op 1 januari 2019 opging in de gemeente Grabfeld.